# كاميل ليتل
كاميل ليتل (بالإنجليزية: Camille Little)‏ مواليد 18 يناير 1985 في وينستون-سالم، هي لاعبة كرة سلة أمريكية. بدأت مسيرتها الاحترافية في سنة 2007. تم اختيارها من قبل فريق سان أنطونيو ستارز خلال الدرافت. تلعب مع فريق فينيكس ميركوري في دوري الاتحاد الوطني لكرة السلة النسائية. لعبت كرة السلة الجامعية في جامعة ولاية كارولينا الشمالية في تشابل هيل. فازت بلقب دوري المحترفات.

## المسيرة الاحترافية
لعبت مع سان أنطونيو ستارز في سنة 2007، ثم لعبت مع أتلانتا دريم في سنة 2008، ثم لعبت مع سياتل ستورم من سنة 2008 إلى 2014، ثم لعبت مع كونيتيكت صن في موسم 2015–2016، ثم لعبت مع فينيكس ميركوري في سنة 2017.

## روابط خارجية
- كاميل ليتل على موقع الاتحاد الوطني لكرة السلة النسائية (الإنجليزية)
- كاميل ليتل على موقع كرة السلة الأوروبية.كوم (الإنجليزية)
- كاميل ليتل على موقع كلية كرة السلة في سبورتس رفرنس.كوم (الإنجليزية)
- كاميل ليتل على موقع بروبوليرز (الإنجليزية)
- كاميل ليتل على موقع سبورتس رفرنس (الإنجليزية)
- كاميل ليتل على موقع سبورتس رفرنس (الإنجليزية)